# 世羅ゆり園
世羅ゆり園（せらゆりえん）は、広島県世羅郡世羅町にある観光スポットである。

## 概要
全天候型、日本最大級のゆり園で、ゆりの栽培とゆりの販売を行っており年間で140種・70万本のゆりが鑑賞できる。
ぶどう・スイセン・チューリップ・フリージア・ビオラ・ボタン・シャクヤク・キンギョソウ・デルフィニウム・サルビア・マリーゴールド等も栽培している。

## 沿革
- 2004年秋 オープン

## 規模
約5ヘクタール

## 周辺
世羅高原黒渕権現山。
世羅高原で多くの農園が集まっている地域

## 交通
- 山陽自動車道三原久井I.Cより…約30分
- 山陽自動車道尾道I.Cより………約35分
- 山陽自動車道河内I.Cより………約40分
- 中国自動車道三次I.Cより………約35分